# Ebberöds bank (1926)
Ebberöds bank är en svensk komedifilm från 1926 i regi av Sigurd Wallén. I huvudrollerna ses Fyrtornet och Släpvagnen, Stina Berg, Bengt Djurberg, Carina May och Wilhelm Tunelli.

## Handling
Filmen handlar om en skräddare och hans familj och lärling i den fiktiva staden Ebberöd. Skräddaren har ekonomiska problem när hans brorson dyker upp ifrån Amerika med kappsäcken full med pengar (värdelösa kinesiska dollar). Med dessa pengar som säkerhet startar man en bank i skrädderiet där man lånar ut pengar utan täckning. Idag används begreppet "Ebberöds bank" om affärsverksamhet som drivs helt utan utsikter att nå lönsamhet.

## Om filmen
Filmen premiärvisades i flera svenska städer den 13 september 1926. Stockholmspremiär en vecka senare. Inspelningen av filmen utfördes i Filmstaden Råsunda med exteriörer från Jönköping-Gripenbergs Järnväg, Värmdö och Lyckås av Axel Lindblom. Vid inspelningen byggdes hela Ebberöds samhälle upp i Filmstaden. Som förlaga hade man Axel Breidahls och Axel Frisches folklustspel Ebberöds bank som fick sitt första svenska teateruppförande på Södra Teatern i Stockholm 1923. Filmen återfinns inte i filmarkivet och anses vara förlorad. Pjäsen har senare använt som förlaga till filmer i Sverige och Danmark.  Versionen från 1946 finns på DVD.

## Rollista i urval
- Harald Madsen – Petter Vipperup, skräddare
- Carl Schenstrøm – Tadeus, skräddaregesäll
- Stina Berg – Carolina Vipperup
- Carina May – Ellen
- Bengt Djurberg – Viggo, Petters brorson
- Wilhelm Tunelli – Klemmensen, handlande
- Jenny Tschernichin-Larsson – fru Sörensen, hotellvärdinna
- Kurt Welin – Madsen, slaktare
- Jean Claesson – lokförare
- Gottfrid Stenberg – stins
- Ernst Brunman – högtidstalare
- Hugo Lundström – polis
- Arvid Enström – buse
- Carl-Ivar Ytterman
- Valdemar Bentzen
- Helga Brofeldt